# Stęszew
Stęszew (niem. Stensow, 1943-1945 Seenbrück) – miasto w województwie wielkopolskim, w powiecie poznańskim, w gminie Stęszew, nad Samicą Stęszewską, ok. 23 km na południowy zachód od Poznania.
Prywatne miasto szlacheckie Steszew położone było w 1580 roku w powiecie poznańskim województwa poznańskiego. W latach 1975–1998 miasto administracyjnie należało do woj. poznańskiego.
Według danych z 1 stycznia 2024 roku miasto liczyło 5874 mieszkańców.

## Położenie
Stęszew leży w województwie wielkopolskim. W jego okolicach znajduje się 9 jezior, nad którymi znajdują się ośrodki wypoczynkowe. W pobliżu Stęszewa przebiega granica Wielkopolskiego Parku Narodowego.
Stęszew jest zaliczany do aglomeracji poznańskiej.

## Nazwa
Miasto ma metrykę średniowieczną i jest notowane od XIV wieku. Po raz pierwszy w 1315 jako Stossewo, 1398 Stanssewo, 1432 Staschow, 1580 Steszew, a później także w formach Staszow, Stanszow, Stanszewo, Stenczewo, Stążewo, Sztąszewo.

## Historia
Stęszew dawniej leżał na ważnym szlaku handlowym ze Śląska. W 1370 roku król Kazimierz Wielki nadał mu prawa miejskie. W 1458 miasto wystawiło 6 żołnierzy na wyprawę na Malbork w czasie wojny trzynastoletniej z zakonem krzyżackim.
Stęszew był miastem prywatnym i często zmieniał właścicieli. W latach 1373–76 właścicielem był kasztelan międzyrzecki Przedpełko ze Stęszewa, 1397–1432 Mościc ze Stęszewa kasztelan poznański, 1429-32 dziedzicem został syn Mościca Przedpełko, 1446–68 chorąży poznański Mikołaj Stęszewski z Bnina. Później dziedzicami byli kolejno: Bnińscy, Myjomscy, Dębowscy, od 1580 Gułtowscy, 1595 Pawłowscy, 1642 Manieccy, a potem Szczanieccy i Broniszowie. W 1700 Dorota Jabłonowska córka Piotra Bronisza wniosła dobra stęszewskie w wianie kasztelanowi krakowskiemu ks. Antoniemu Barnabie Jabłonowskiemu.
Pierwsza miejska szkoła parafialna powstała w 1460 uposażona przez Mikołaja ze Stęszewa. W mieście rozwijał się handel i rzemiosło. Według dokumentów podatkowych z 1580 mieszkańcy płacili 6 grzywien szosu; po 24 groszy od 3 szynkarzy, po 6 gr. od 6 komorników, po 15 gr. od 3 krawców, 2 szewców, piekarzy, kołodziejów i rzeźników, a także od bednarza, kuśnierza, budowniczego, tkacza, kowala i rybaka. Opłata od 10 łanów roli miejskiej wynosiła 30 groszy. W sumie miasto płaciło 81 złotych i 21 groszy szosu oraz 273 złp. czopowego.
Miasto rozwijało się dynamicznie aż do najazdu Szwedów i wojny siedmioletniej.
W 1793 roku miasto dostało się pod panowanie pruskie. W 1799 roku Dorota Jabłonowska sprzedała miasto księciu Wilhelmowi VI Orańskiemu, przyszłemu królowi zjednoczonej Holandii i Belgii, a następnie trafiło do spadkobiercy.
W 1645 spalono na stosie w Poznaniu Reginę Boroszkę ze Stęszewa. Według zeznań wymuszonych torturami była ona czarownicą, która spółkowała z lokalnym diabłem Pacholicą.
Miasto wymienione zostało w powiecie poznańskim w XIX-wiecznym Słowniku geograficznym Królestwa Polskiego. Znajdowały się w niej wówczas 130 domy zamieszkiwane przez 314 rodzin, w sumie 1506 mieszkańców w tym 714 mężczyzn i 792 kobiet. Pod względem wyznania 1315 katolików i 121 protestantów oraz 70 wyznawców judaizmu. Miejscowość liczyła 871 hektarów w tym 784 roli oraz 37 łąk. W mieście znajdował się kościół parafialny oraz kaplica katolicka, szkoła, szpital, urząd stanu cywilnego, apteka, 2 lekarzy oraz urząd pocztowy.
Od 1922 roku Stęszew należał do powiatu poznańskiego. W okresie okupacji hitlerowskiej stęszewską ludność wywożono do robót przymusowych i do obozów koncentracyjnych. Koniec niemieckiej okupacji Stęszewa i okolic nastąpił w styczniu 1945 roku. Do 2018 roku w mieście istniała ulica 25 Stycznia, której zmieniono nazwę na Księżnej Doroty Jabłonowskiej.
W czasach Polski Ludowej, do lutego 1986 roku, w mieście krzyżowały się drogi państwowe nr 40, będąca częścią drogi międzynarodowej E83 oraz nr 44.
W latach 80. oddano do użytku obwodnicę centrum miasta, znajdującą się w ciągu ówczesnej trasy E83.
30 czerwca 2013 roku w parku przy ulicy Poznańskiej odsłonięto tablicę umieszczoną na obelisku upamiętniającą istnienie w tym miejscu ewangelickiego kościoła św. Zofii. Umieszczono na niej tekst: „W tym miejscu w latach 1900-1961 stał kościół ewangelicki pw. Św. Zofii. Wzniesiony był według projektu prof. A.F. Bindera z Fundacji wielkiej księżnej Zofii – ówczesnej właścicielki Stęszewa. Uszkodzony podczas wojny w 1945 roku. Rzym-Kat. parafia pw. Św. Trójcy”.

## Transport

### Drogi
W pobliżu miasta biegnie droga ekspresowa S5 (E261) Poznań – Wrocław oraz rozpoczyna się droga krajowa nr 32 do Zielonej Góry. Przez Stęszew przebiegają także drogi wojewódzkie nr 306 z Dymaczewa Nowego przez Buk do Lipnicy i 311 z okolic Czempinia do Komornik i autostradowej obwodnicy Poznania.

### Transport publiczny
Na obszarze miasta znajduje się stacja kolejowa Stęszew, położona w ciągu linii kolejowej nr 357 z Poznania do Wolsztyna. Stęszew posiada także połączenia autobusowe realizowane przez PKS Poznań.

## Demografia
Według danych z 31 grudnia 2009 miasto liczyło 5596 mieszkańców.

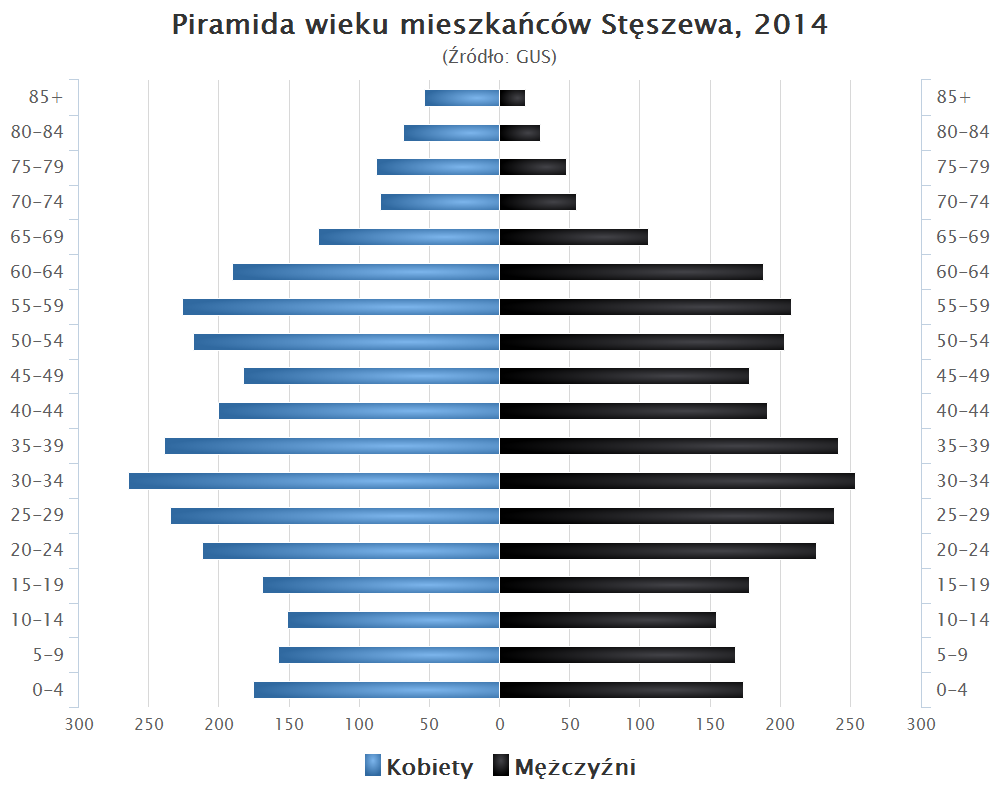
Piramida wieku mieszkańców Stęszewa w 2014 roku

## Atrakcje turystyczne

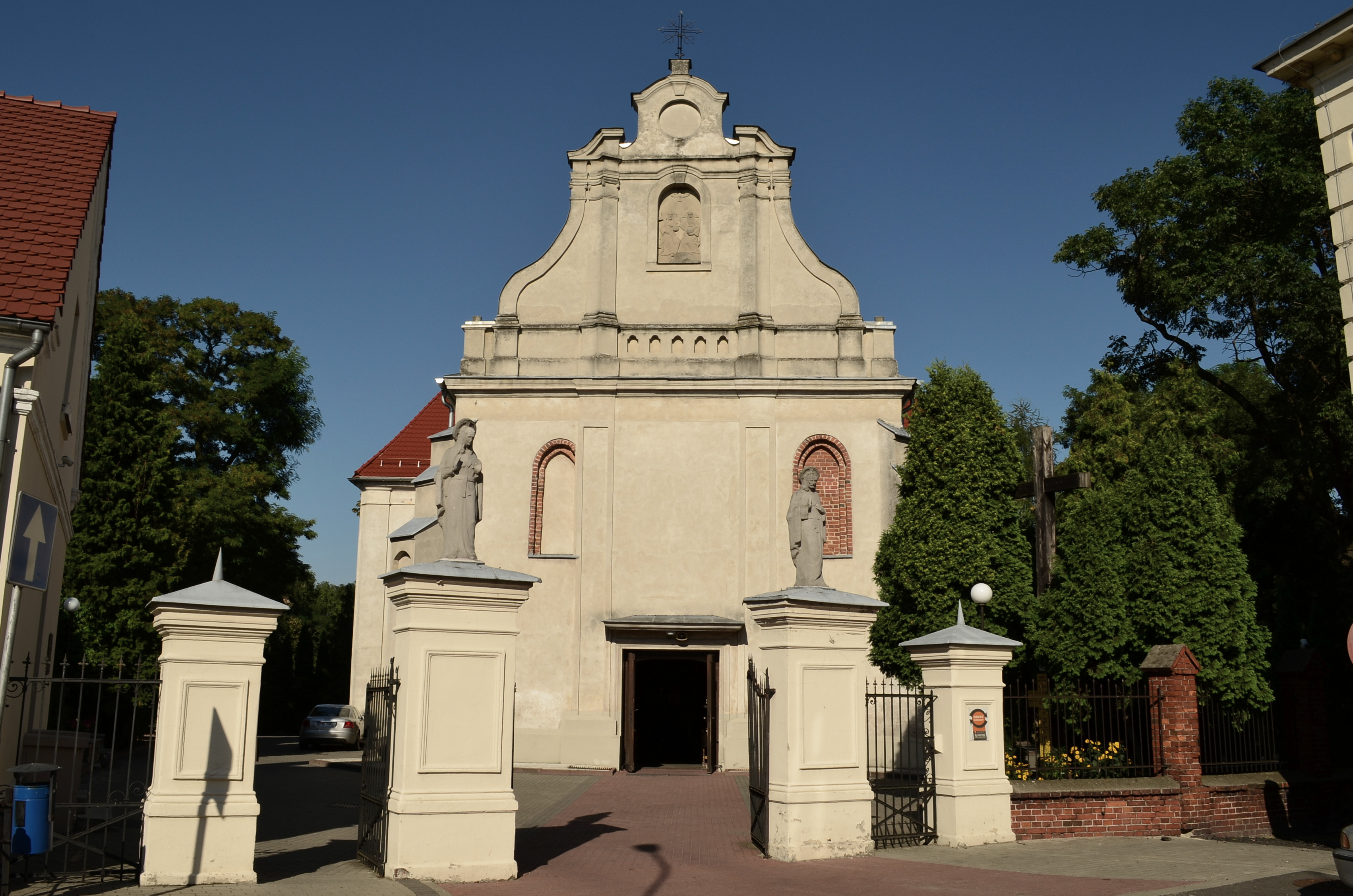
Kościół farny Trójcy Świętej

- Sanktuarium Matki Bożej Stęszewskiej – wybudowane w 1905 w miejscu spalonego kościoła. W budynku znajduje się figurka Maryi Panny.
- Kościół farny Trójcy Świętej – pochodzący z XV wieku kościół. Świątynia wzniesiona w stylu barokowym. Posiada renesansowe ołtarze boczne.
- Pańska Góra - grodzisko średniowieczne.
- Muzeum Regionalne
- Ścieżka edukacyjno-przyrodniczo-kulturowa „Wokół Stęszewa”
- Trasa rowerowa do „Źródełka Żarnowiec”
- Szlak turystyczny Stęszew - Szreniawa
- Szlak turystyczny Iłowiec - Otusz

## Gminy partnerskie
- Zahna – Niemcy
- Pleine-Fougères – Francja